# Myrmechis tsukusiana
Myrmechis tsukusiana là một loài thực vật có hoa trong họ Lan. Loài này được Masam. mô tả khoa học đầu tiên năm 1929.